# Röjtjärnen (Degerfors socken, Västerbotten)
Röjtjärnen är en sjö i Vindelns kommun i Västerbotten och ingår i Sävaråns huvudavrinningsområde.